# Matthias Charbonnier
Matthias Charbonnier (* um 1709/1710 in Herrenhausen; † 12. Februar 1750 ebenda) war ein Gartenkünstler vermutlich französischer Abstammung.

## Leben

### Familie
Matthias war der Sohn von Ernst August Charbonnier, Neffe von Georg Ludwig Charbonnier und ein Enkel von Martin Charbonnier.

### Werdegang und Werk
Matthias Charbonnier trat nach dem Tode seines Vaters 1747 die Stelle des Hof- und Landschaftsgärtners für den Großen Garten in Hannover und die Herrenhäuser Gärten an.
War der Große Garten durch seinen Großvater noch im niederländischen Stil gestaltet worden, lernte Matthias in England bei Charles Bridgeman den frühen landschaftlichen Gartenstil kennen. Hierüber wurde 1738 ein Zeugnis ausgestellt.
1744 unternahm Charbonnier eine weitere Studienreise nach England gemeinsam mit Friedrich Karl von Hardenberg und Georg Ernst Tatter.